# Acaeroplastes mateui
Acaeroplastes mateui är en kräftdjursart som beskrevs av Albert Vandel 1957. Acaeroplastes mateui ingår i släktet Acaeroplastes och familjen Porcellionidae. Inga underarter finns listade i Catalogue of Life.